# CariDee English
CariDee English (Fargo, 22 maggio 1985) è una modella statunitense, vincitrice della settima edizione del programma americano America's Next Top Model presentato da Tyra Banks.

## Infanzia
CariDee è nata a Fargo nel Nord Dakota. È di origini svedesi, danesi e norvegesi. Il suo nome lo decise suo fratello, dopo aver visto La casa nella prateria, che ha come protagonista Carrie e sua nonna si chiama Dee. Lavorò come fotografa ed è anche stata attrice nello sketch del gruppo comico chiamato l'opzione 4. Nel 2004 ha cantato con la Willy Waldman. Ha lavorato come modella per l'Agencie Accademie a Fargo nel 2001.
Ha sofferto per 15 anni di psoriasi.

## America's Next Top Model
Riuscita ad essere fra le finaliste, era nota per la sua somiglianza impressionante con Rebecca Romijn e Karolína Kurková.
Durante il programma vinse una sfida di recitazione che le diede modo di avere una parte da gues star nel telefilm One Tree Hill.
Fu molto criticata dai giudici in Spagna dopo un servizio fotografico con Nigel Barker in un'arena per corride. Al fotografo, che le era accanto, chiese se il bastone che aveva in mano "se lo fosse tolto dal sedere dopo l'ultima eliminazione".
Durante l'eliminazioni CariDee si era scusata con i giudici e soprattutto con Nigel per la sua battuta con un biglietto tirato fuori dalla tasca davanti a loro.
Ci fu poi sempre un'altra polemica, sempre in Spagna, riguardo a CariDee. Infatti, dopo la sfida di recitazione aveva chiamato il fidanzato, ma nell'episodio successivo la si vede mentre bacia uno dei modelli invitati loro a casa da loro. CariDee si è poi giustificata dicendo che lei e il fidanzato stavano iniziando a vedere altre persone e dopo quello si erano rimessi insieme.
Successivamente i giudici non erano sicuri di farla continuare per il suo comportamento "troppo imprevedibile e instabile", tuttavia i giudici la incoronarono nuova America's Next Top Model.

## Carriera
Grazie alla vittoria nel programma, CariDee vinse un contratto da 100.000$ con la CoverGirl Cosmetics, un contratto con l'Elite Model Management, una copertina e un servizio di 6 pagine su seventeen magazine.
È apparsa sul settimanale "La mia vita come un CoverGirl".  Nel 2007, è apparsa in uno spot per CoverGirl Eye-wear accanto accanto alla vincitrice della 6ª edizione Danielle Evans. È ricomparsa ad ANTM per aprire la sfilata dell'8ª stagione.
CariDee è apparsa sulla copertina di seventeen magazine, Vita sociale, vita sana, Advance Psoriasi, riviste e copertine con le modelle Naima Mora e Danielle Evans. Ha sfilato per Wedding Style, JC Penney Bisou Bisou, Denim Stephenson, Johnny Scarpe P. È comparsa nel numero di Inverno 2007 di Knit.1 Magazine, in quello di febbraio 2007 di Seventeen, in quello di marzo 2007 di In Touch, sulla copertina di "Inked Magazine" per l'autunno 2007, Loops & Pluto, per la copertina della rivista Runway, pubblicità per Melissa Latkins t-shirt, Tasola Beauty & Beyond. Ha fatto un lavoro di stampa per beneficenza per la campagna NOH8.
Ha sfilatoper JC Penney, Carlos Campos, Renee Larc, Jordi Scott, Jill Sander, Snoopy in Fashion, Mostra Stile GM Auto, Settimana della Moda dell'Honduras, il Fashion Week Oréal a Toronto, lingerie In Stile del 2009, come ospite d'onore al New York Fashion Week, Richie Rich F / W 09 "Blondes have more fun" Show al Mercedes Benz Fashions Autunno 09. Inoltre ha aperto la sfilata al Los Angeles Fashion Week indossando Yotam Soloman.

## Filmografia
- One Tree Hill – serie TV, episodio 4x07 (2006)
- America's Next Top Model – programma TV, vincitrice (2006)
- Gossip Girl – serie TV, episodio 1x06 (2007)

## Filantropia e diritti degli animali
È portavoce del National Psoriasis Foundation, che diffonde la consapevolezza sulla psoriasi e incoraggiando gli altri a farsi curare. Su questo argomento disse "Consapevolezza psoriasi è molto importante per me. Voglio che gli altri con la malattia sappiano di non essere soli. Voglio ispirare a vivere i loro sogni".
Inoltre ha tenuto un briefing sulla Psoriasi del Congresso il 11 giugno 2007. Ha preso parte nel cammino di consapevolezza più volte da allora. È anche citata nel sito canadese Istruzione Psoriasi.
CariDee ha anche preso parte a un video contro la caccia alle foche.
Ha inoltre preso parte alla campagna NOH8.